# Auricularia fuscosuccinea
Auricularia fuscosuccinea är en svampart som först beskrevs av Jean François Montagne, och fick sitt nu gällande namn av Henn. 1893. Auricularia fuscosuccinea ingår i släktet Auricularia och familjen Auriculariaceae.   Inga underarter finns listade i Catalogue of Life.